# Mongo Stojka

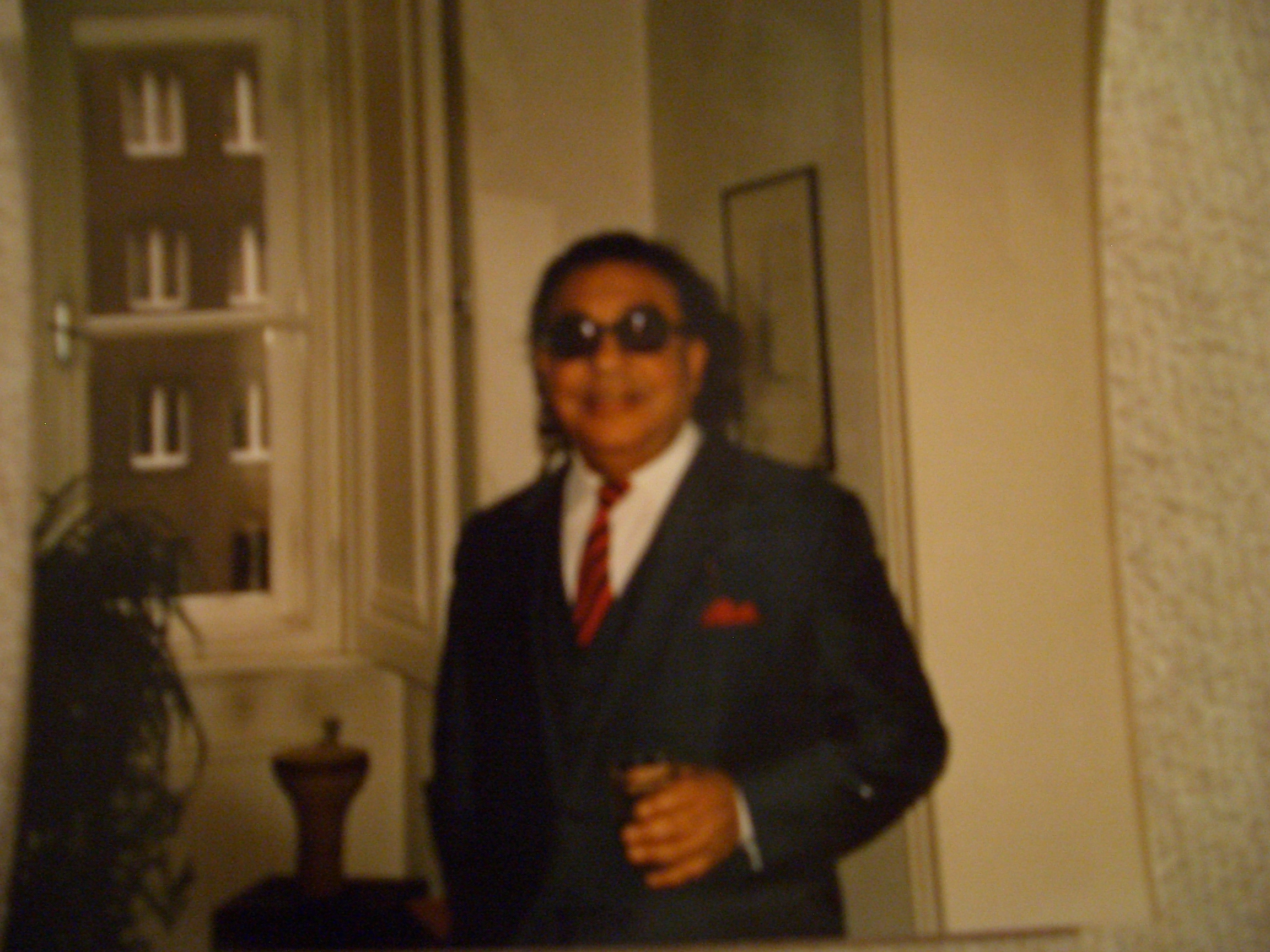
Mongo Stojka (1990)

Johann Mongo Stojka (* 20. Mai 1929 in Guntramsdorf; † 16. März 2014) war ein österreichischer Teppichhändler, Musiker und Autor. Stojka war ein Rom vom Stamm der Lovara. Er war Vater des Jazz-Gitarristen Harri Stojka. Seine Geschwister waren Ceija und Karl Stojka. Seine Eltern lebten noch in traditioneller Weise mit Pferdewagen.
Er überlebte die Konzentrationslager Auschwitz-Birkenau, Buchenwald sowie Flossenbürg. Von seiner Familie von rund 200 Personen überlebten nur sechs den Völkermord der Nationalsozialisten (Porajmos). Viele Jahre lang konnte er nicht über diese Zeit sprechen. Erst sein Sohn Harri überzeugte ihn, über sein Leben zu berichten, was er zuerst für die von Steven Spielberg gegründete Shoah Foundation, danach auch in seinem Buch Papierene Kinder. Glück, Zerstörung und Neubeginn einer Roma-Familie in Österreich (2000) tat. 1999 pflanzte Mongo Stojka am Ort des ehemaligen Lagerplatzes reisender Roma, der „Hellerwiese“, einen Kastanienbaum. Der kleine Park wurde 2003 nach Stojkas Großmutter in Barankapark umbenannt.
Johann Mongo Stojka wurde in Wien auf dem Neustifter Friedhof (Gruppe L, Reihe 10, Nummer 27) bestattet.

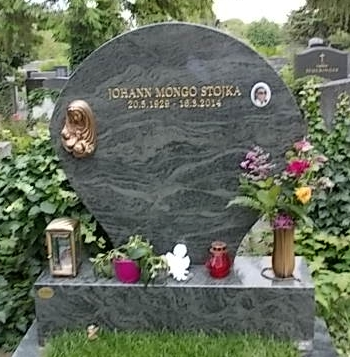
Grabstätte von Mongo Stojka

## Werke
- Mongo Stojka: Papierene Kinder. Glück, Zerstörung und Neubeginn einer Roma-Familie in Österreich. Molden, Wien 2000, ISBN 3-85485-045-X